# Calvià
Calvià és una vila i municipi costaner de la serra de Tramuntana de Mallorca. Limita amb Andratx, Estellencs, Puigpunyent i Palma.

## Nom
El nom de Calvià, pronunciat tradicionalment Cauvià o, localment, Cuvià, es documenta per primera vegada en la butla del papa Innocenci IV el 1248 sota la forma llatina Caviano (en cas ablatiu, d'un nominatiu *Cavianum), que segurament cal esmenar a *Calviano. Tradicionalment s'ha considerat un nom llatí, Calvianus, en referència al propietari de les terres; es tractaria d'un cognomen derivat d'un nomen Calvius, al seu torn derivat de calvus ('calb').
Joan Coromines, però, fa notar l'anomalia que suposa que, en terres de llarg domini aràbic, s'hagi conservat un derivat en -anum sota el seu timbre originari, i no, com és habitual, modificat en -én / -ent per imela, com en els valencians Agullent, Crevillent, Parcent, i els possibles casos mallorquins Vertaient, Tuent, Perpunyent. Després de temptejar possibilitats mossaràbigues i preromanes, acaba per donar per bona l'etimologia tradicional, justificant l'excepcionalitat fonètica pel fet que es tracta d'una localitat costanera, el nom de la qual hauria estat preservada pels mariners catalans durant el període islàmic (com Santa Ponça, Cala Sant Vicenç o Santacirga).

## Població
| Entitat de població  | Habitants (2024) |
| Santa Ponça          | 11.945           |
| Palmanova            | 7.108            |
| Son Ferrer           | 6.129            |
| Magaluf              | 5.509            |
| Peguera              | 4.085            |
| Cal Català           | 3.117            |
| Calvià               | 2.756            |
| El Toro              | 2.366            |
| Portals Nous         | 2.157            |
| Costa d'en Blanes    | 1.922            |
| les Rotes Velles     | 1.653            |
| urbanització Galatzó | 1.590            |
| Badia de Palma       | 1.111            |
| Es Capdellà          | 1.097            |
| Sol de Mallorca      | 755              |
| Bendinat             | 388              |
| La Porrassa          | 114              |
| Portals Vells        | 24               |
| Font: INE            |                  |

Calvià té 53.491 habitants, coneguts com a calvianers. Els llinatges més habituals a Calvià coincideixen amb els més habituals arreu de l'Estat, fruit de la immigració castellana els anys 1960-70. Abans del Desarrollismo i de l'arribada de tots aquests pobladors, quan Calvià era un municipi eminentment agrari i dels menys poblats de l'illa, els llinatges més habituals eren Barceló, Castell, Pellisser (Pallisser), Roca, Amengual, Salom i Salvà.
El municipi de Calvià inclou una gran diversitat de nuclis i àrees amb identitat pròpia que reflecteixen tant l'origen rural com el desenvolupament turístic i residencial modern de la zona. Entre els nuclis tradicionals, destaca es Capdellà. També es troba Son Font, una àrea residencial situada al voltant del nucli principal.
Amb l'expansió urbanística del segle xx, s'han consolidat nuclis nous com Santa Ponça, Magaluf, Palmanova, Peguera, Illetes, Portals Nous, Son Ferrer i el Toro, molts dels quals són importants centres turístics o residencials. Altres zones com Cala Vinyes reflecteixen el creixement lligat al litoral. Finalment, Son Bugadelles destaca com a principal polígon industrial, donant suport a l'activitat econòmica del municipi més enllà del turisme.
El municipi de Calvià ha experimentat una transformació demogràfica notable des del segle xix. Amb una població de dret d'uns 1.875 habitants l'any 1842, el municipi es va mantenir relativament estable fins a mitjan segle xx, amb xifres entorn dels 2.600-2.700 habitants. Aquesta estabilitat reflecteix el caràcter rural i agrícola del municipi durant aquest període.
A partir dels anys 60 i, sobretot, durant les dècades de 1970 i 1980, Calvià va viure un creixement exponencial vinculat al desenvolupament turístic i urbanístic de la zona. La població va passar de 3.579 habitants el 1970 a 11.777 el 1981, gairebé triplicant-se en només una dècada. Aquest creixement es va mantenir les dècades següents, arribant als 51.831 habitants el 2021, i convertint Calvià en un dels municipis més poblats i dinàmics de les Illes Balears.

## Geografia
El municipi de Calvià es troba al sud-oest de Mallorca, a les Illes Balears. Amb una superfície de prop de 145 km², combina una orografia variada, una línia de costa complexa i una gran diversitat d'ambients naturals. Limita amb Andratx a ponent, Estellencs i Puigpunyent al nord, i amb Palma a llevant. El territori es divideix entre una franja litoral altament urbanitzada i un interior rural més conservat. El creixement urbanístic ha estat concentrat als nuclis costaners (Magaluf, Santa Ponça, Palmanova, Peguera), mentre que a l'interior es mantenen finques agrícoles, espais forestals i àrees protegides.

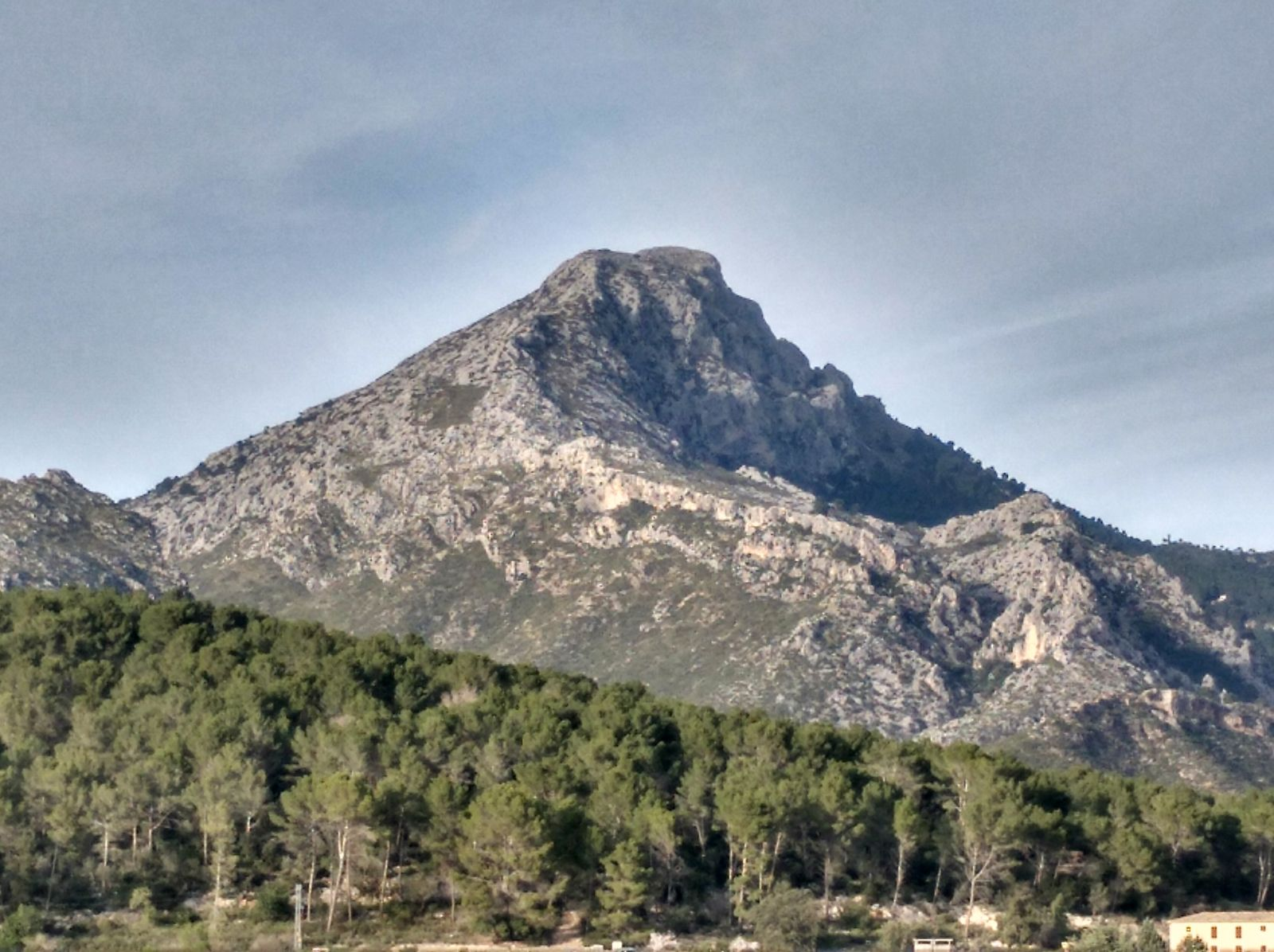
Puig Galatzó
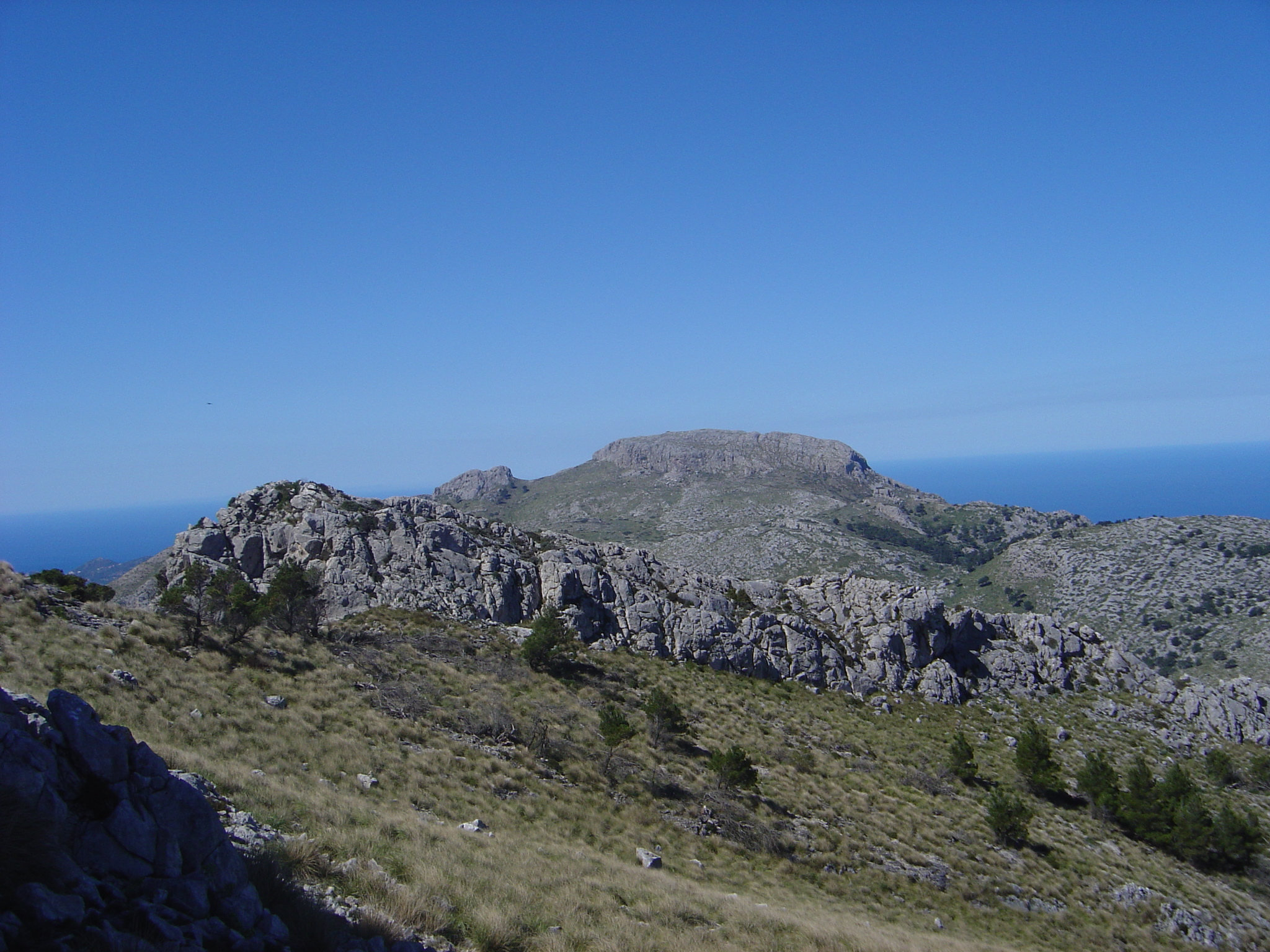
Mola de l'Esclop
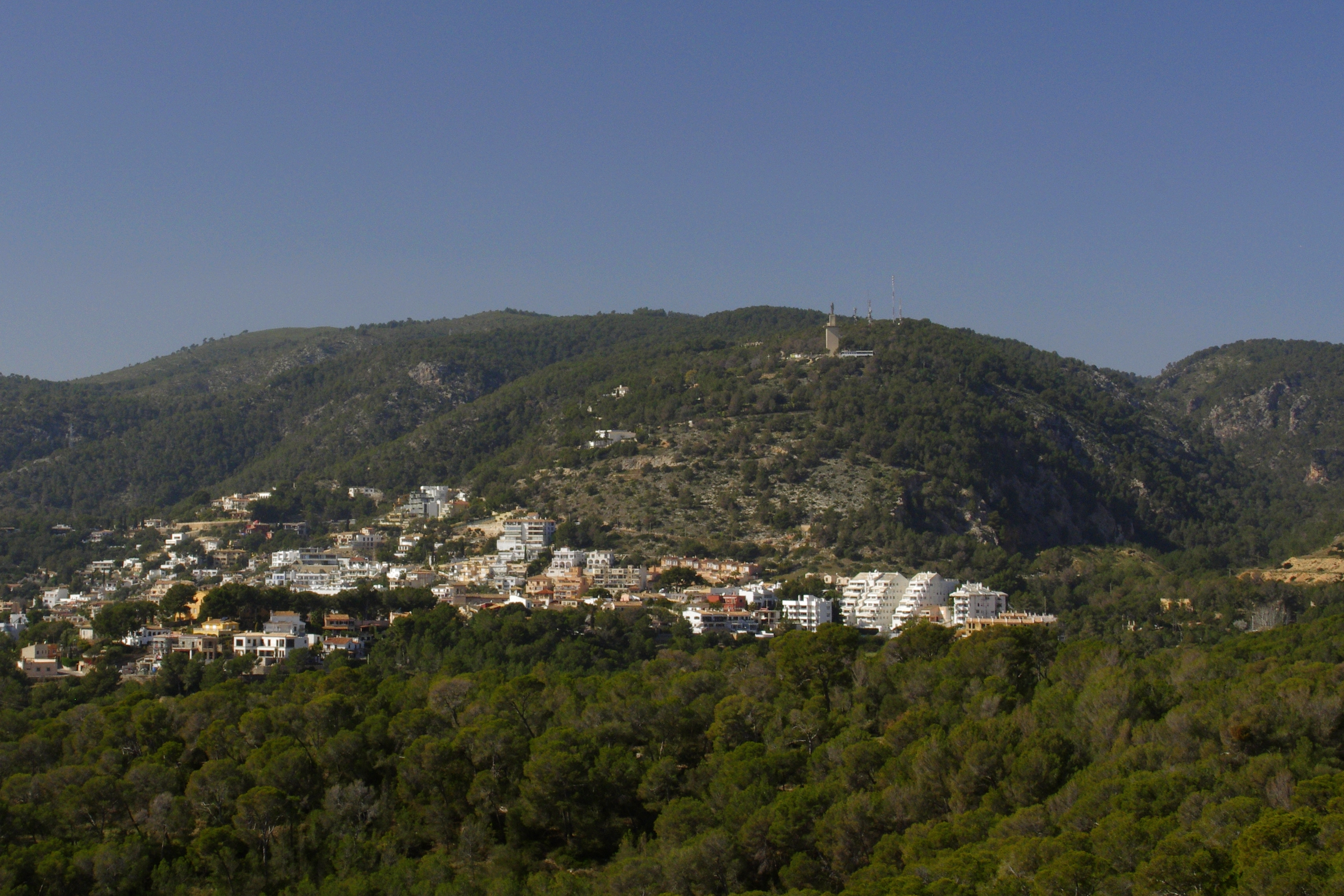
Serra de na Burguesa
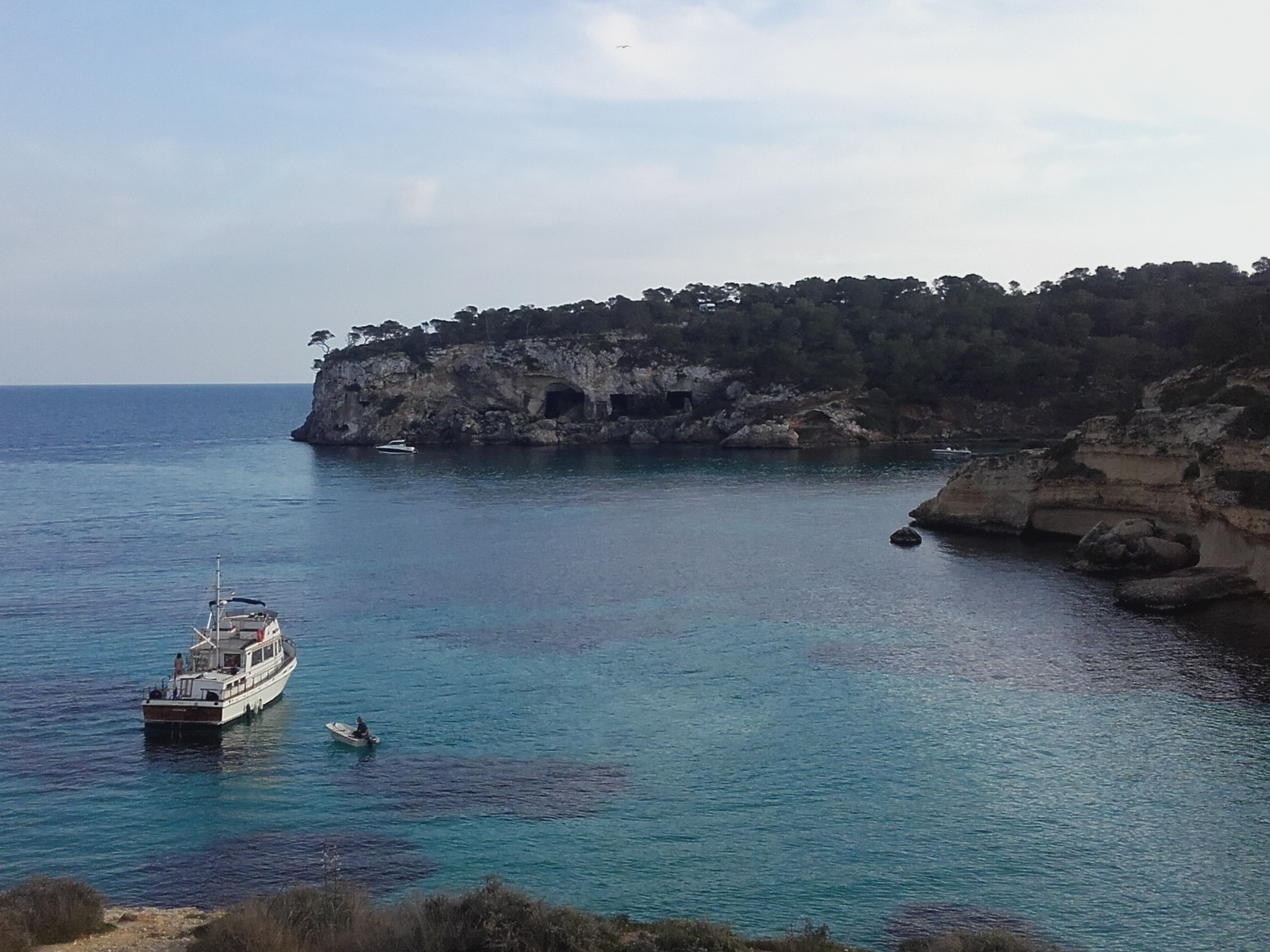
Cala de Portals Vells
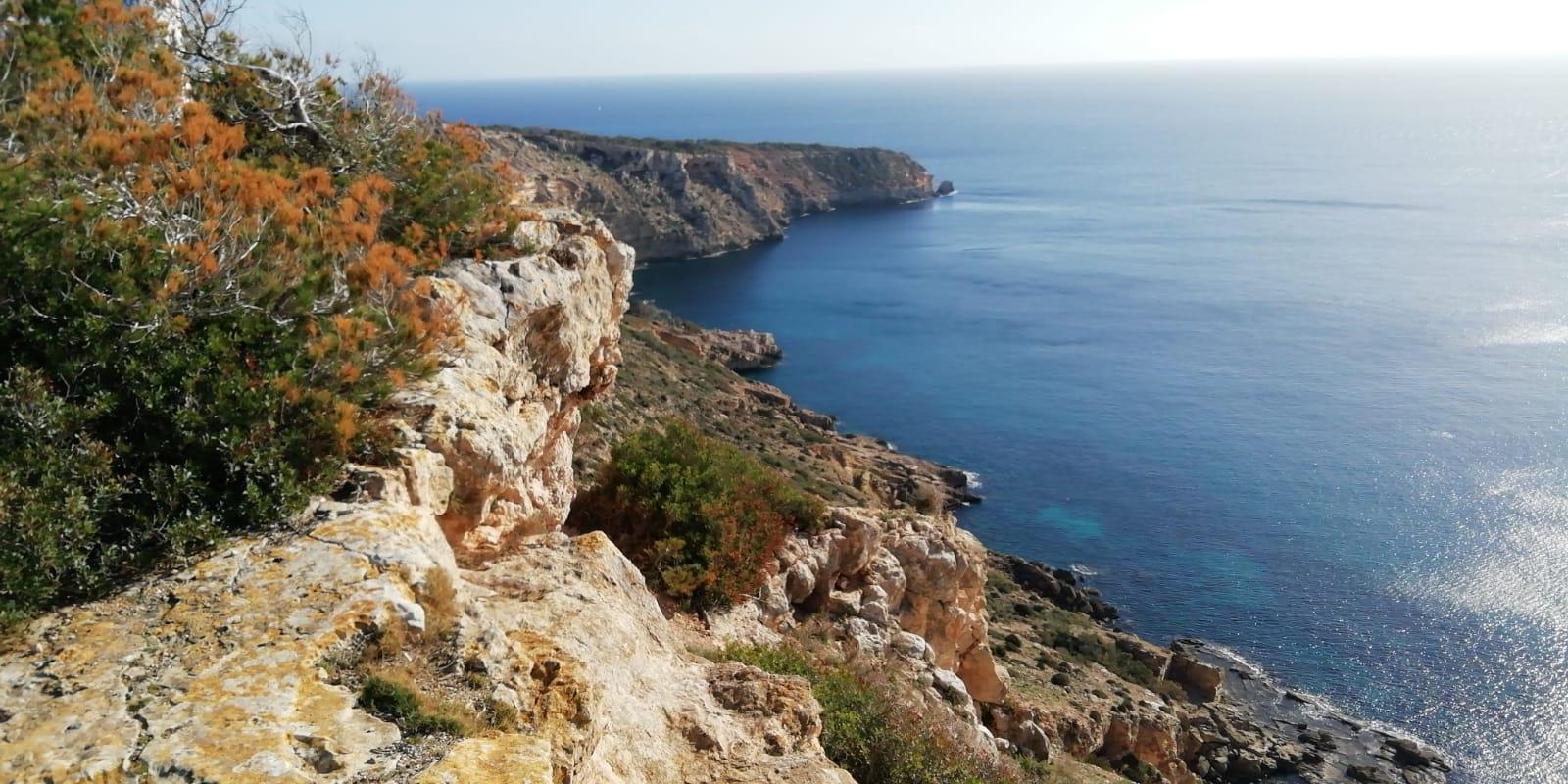
Cala Figuera

### Relleu i litoral
Calvià es divideix naturalment en tres grans unitats: la zona muntanyosa del nord, amb cims com el Puig de Galatzó (1.026 m) i la mola de l'Esclop (926 m); la vall central, més suau i apta per a usos agrícoles, on es localitzen els pobles de Calvià vila i Es Capdellà; i la franja litoral, caracteritzada per serres litorals com na Burguesa i petits turons que descendeixen cap a la mar.
La costa de Calvià, d'uns 54 quilòmetres, és una de les més retallades de l'illa. Alterna penya-segats, cales profundes i platges de sorra. Les badies de Palmanova, Magaluf, Santa Ponça i Peguera concentren gran part de l'activitat turística. Algunes cales menors, com Portals Vells, Cala Figuera o Cala Fornells, conserven trets naturals destacables. Davant la costa hi ha diversos illots, com els Malgrats, el Toro i sa Porrassa, declarats reserves marines i zones protegides per la seva biodiversitat i per ser hàbitat d'aus marines i peixos.

### Hidrografia
El municipi no compta corrents d'aigua permanents, sinó amb una xarxa de torrents estacionals. El més extens és el torrent de Santa Ponça, que recull aigües de la zona central i desemboca a la badia del mateix nom. Altres cursos, com el torrent de ses Gorgues i el de Benàtiga, tenen un comportament irregular, amb cabal només després de pluges intenses. A les zones de muntanya hi ha fonts naturals, com la font des Ratxó, que tradicionalment alimentaven sistemes hidràulics per a l'agricultura. Alguns antics aiguamolls com el salobrar de Magaluf han estat fortament transformats o eliminats per l'expansió urbanística.

### Espai natural
Calvià és un municipi amb una alta proporció de territori sota figures de protecció. El 81% del sòl és rústic i gran part forma part de la Xarxa Natura 2000 com a Llocs d'Importància Comunitària (LIC) i Zones d'Especial Protecció per a les Aus (ZEPA). Destaca la finca pública de Galatzó, gestionada per l'Ajuntament, com a espai de gran valor ambiental i cultural, amb camins, torrents i restes patrimonials dins de l'entorn de la Serra. A la costa, les reserves marines dels illots contribueixen a protegir l'ecosistema litoral i el fons marí.
La vegetació respon al clima mediterrani i a la diversitat d'ambients. Dominen els pinars de pi blanc i la garriga baixa a les zones costaneres i mitjanes, amb espècies com el llentiscle i el romaní. A les àrees més humides o ombrívoles hi apareixen fragments d'alzinar, amb murta, arbocera i heura. Els antics conreus de secà (ametllers, garrovers, figueres) encara marquen el paisatge rural interior. En àrees més elevades, com el Galatzó, la vegetació s'adapta a les condicions més extremes amb càrritx i matolls.
Tot i la pressió urbanística al litoral, el municipi conserva espècies d’interès. Destaquen la tortuga mediterrània (Testudo graeca), que troba refugi a les garrigues del ponent, i diverses aus marines i rapinyaires, algunes nidificants als penya-segats i illots. La fauna marina es beneficia de la presència de praderies de posidònia i de la gestió de les reserves marines. També s'hi poden trobar eriçons, genetes, conills i, a les serres, exemplars de cabres salvatges.

### Clima
El clima és mediterrani suau, amb estius secs i calorosos i hiverns temperats. La temperatura mitjana ronda els 27º a l'estiu i a 14º a l'hivern. Les precipitacions, més abundants a la tardor, són escasses a l'estiu i varien segons l'altitud: de menys de 400 mm a la costa fins a més de 800 mm a la serra.

## Història

### Etapa precatalana

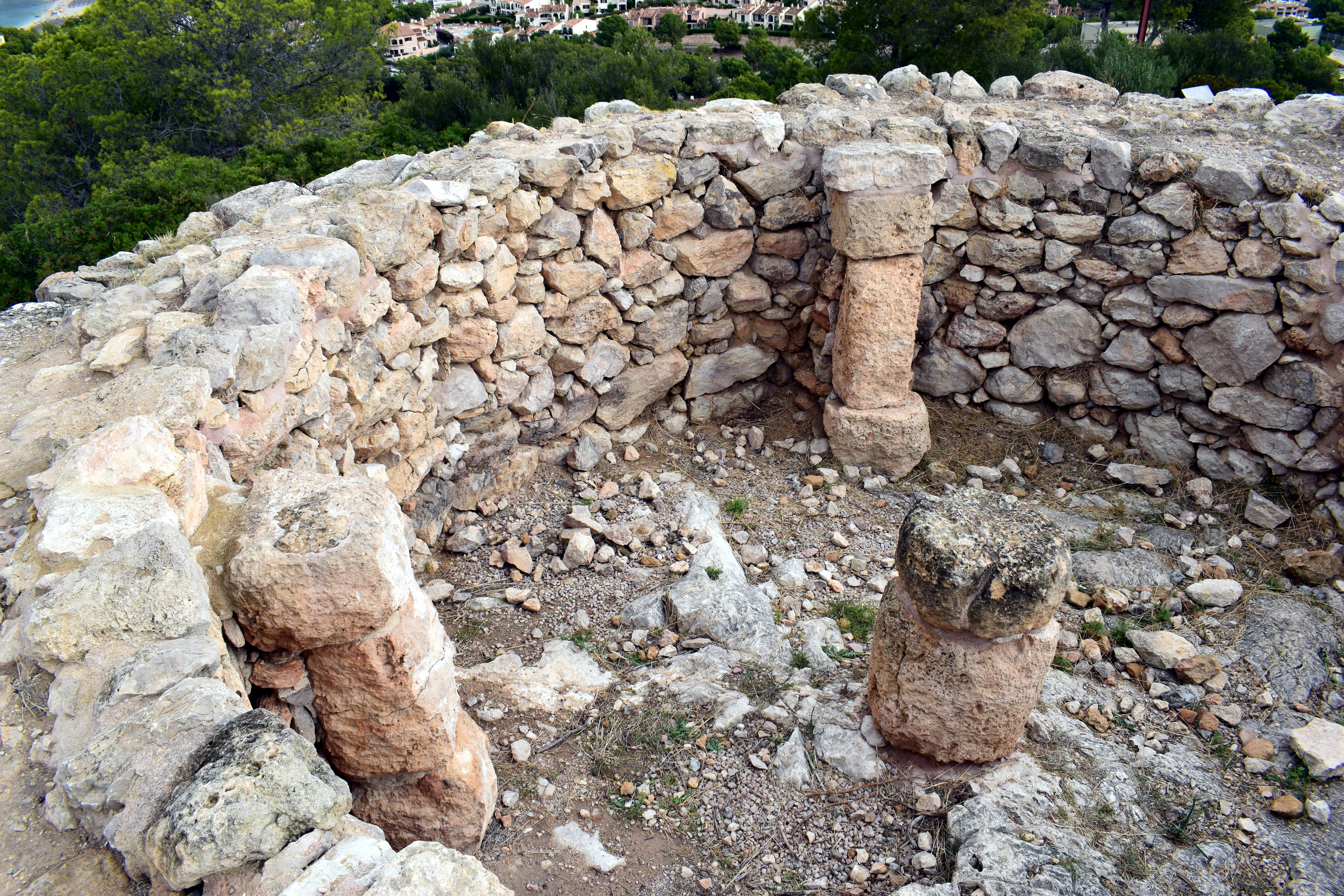
Talaiot del Puig de la Morisca

El terme de Calvià, un dels més extensos de Mallorca, compta amb molts de jaciments arqueològics arreu del territori. Del període pretalaiòtic n'és testimoni la Naveta Alemany, un dels monuments d'aquesta tipologia més ben estudiats de l'illa. Per la seva banda, el Puig de la Morisca és un jaciment d'època talaiòtica molt extens i amb moltes de fases d'ocupació, que s'allarguen fins al període islàmic. El turriforme esglaonat de Son Ferrer dona compte del període posttalaiòtic a l'illa, mentre que la dominació romana dins el terme està documentada gràcies al jaciment de la Mesquida, una vil·la romana del segle i.
Durant el període islàmic, el terme de Calvià, on encara no hi havia cap centre de poblament no dispers, feia part del districte islàmic d'Ahwaz al-Madina, juntament amb Andratx, Puigpunyent, Marratxí i la ciutat.

### El regne de Mallorca

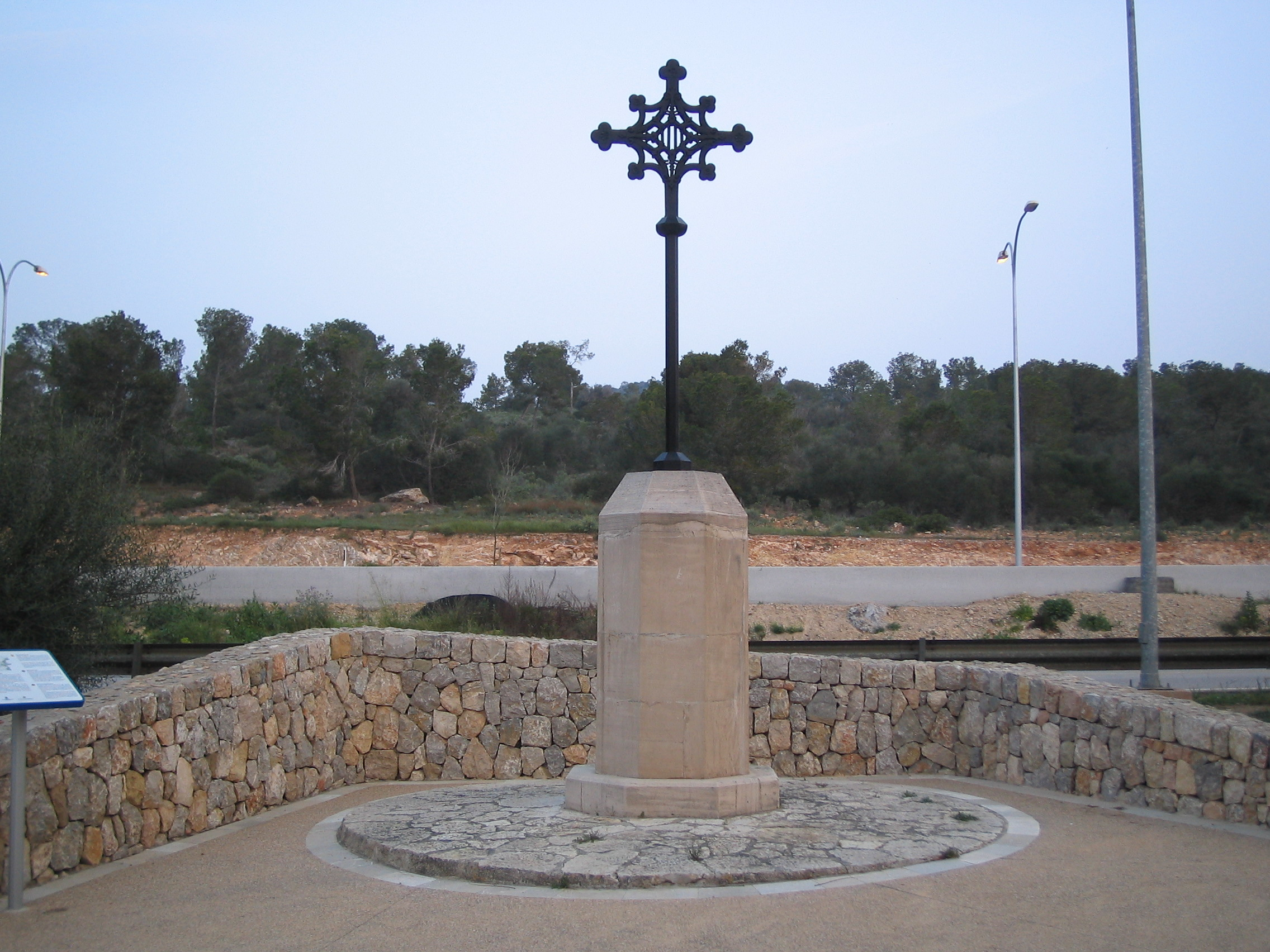
Creu dels Montcada

El terme de Calvià tengué un paper important en la Conquesta de Mallorca, atès que fou el lloc on l'estol català desembarcà i establí el primer campament, el 10 de setembre de 1229, després que haguessin salpat de Salou cinc dies abans. Allà mateix, es combaté la primera batalla, i dos dies més tard, el 12 de setembre, tengué lloc la batalla de Portopí, que ha deixat el topònim del Coll de la Batalla. El cavaller Guillem de Montcada, comte de Bearn, va morir a la dita batalla, i es diu que fou enterrat a prop de la zona de combat, on s'erigí un monument funerari per recordar-lo a ell i als seus, la Creu dels Montcada. En realitat, Guillem de Montcada no jeu sota la creu, ans és enterrat al Monestir de Santes Creus. El paper que va jugar la zona en la Conquesta ha dotat el terme d'un cert simbolisme a l'hora de commemorar els fets. Així, després de la Festa de l'Estendard, la principal celebració de commemoració dels fets són les Festes del Rei en Jaume de Santa Ponça, celebrada d'ençà del 700è aniversari el 1929.
Per mor de la proximitat a la Península, també desembarcaren al terme el rei Alfons II d'Aragó en la Confiscació del regne de Mallorca, qui desembarcà el 1285 al litoral de la Porrassa, i el rei Pere III en la Expedició a Mallorca, qui desembarcà el maig de 1343 a Peguera (Calvià) i Santa Ponça. Després de la batalla de Llucmajor, el regne de Mallorca fou reincorporat a la Corona d'Aragó.
Després del repartiment, el terme de Calvià correspongué a Berenguer de Palou, bisbe de Barcelona, juntament amb Andratx, Puigpunyent, Marratxí i altres terres. El segle xiv, tots aquests dominis del bisbe de Barcelona es constituïren en una baronia en règim de pariatge, i per això fou anomenada Baronia del Pariatge.
La butla d'Innocenci IV de 1248 atorgà una parròquia a Calvià, dedicada a Sant Joan, i quaranta anys més tard el terme de Calvià ja estava constituït i regit per un batle; com que no era de domini reial ans era propietat del bisbat de Barcelona, les Ordinacions de 1300. El segle xiv hom bastí una nova església més gran que la original, atès que la repoblació havia fet augmentar la població del terme. No obstant això, encara no hi havia cap vila, ans la població vivia dispersa en el territori.
Durant l'edat mitjana i principalment el segle xiv, els reis de Mallorca dugueren a terme una política de construcció d'edificis monumentals (la Seu de Mallorca, el Castell de Bellver i el Palau de l'Almudaina, principalment) que, naturalment, requeria una gran quantitat de pedra. Calvià fou important en aquest període per les pedreres que hi havia al llarg de tot el litoral, principalment a la zona dita de Rafaubetx, vora el Cap de Cala Figuera.
Les Germanies no tengueren gaire incidència al terme, per bé que destacà l'assassinat de Pere Ignaci Vivot, propietari de Valldurgent i de Galatzó, duit a terme per pagesos de Galatzó.
El segle xv la població era escassa i encara no s'havia desenvolupat cap vila, però el segle xvi començà a augmentar la producció agrícola gràcies a l'increment de rotes, fenomen que es mantengué els segles xvii i xviii i per això augmentà la població, que, val a dir, el segle xvii encara era molt baixa: era el segon terme amb menys població (623) de l'illa, sols per darrere Deià. El principal increment de població fou el segle xviii, quan es consolidaren les viles de Calvià i del Capdellà i es generalitzaren els establerts entorn d'aquestes viles, a Son Vic i a Santa Ponça. El procés d'establiment de les grans possessions calvianeres fou més tardà i menys incident a Calvià que a la resta de municipis de Mallorca; en realitat, les característiques muntanyenques del terme incidiren en aquest fet.

### Edat contemporània
L'Edat contemporània comença a Espanya amb les Corts de Cadis i l'edicte de 1811 que abolia els senyorius jurisdiccionals, que a Calvià suposà la fi de la baronia del Pariatge. No obstant això, no va suposar una ruptura socioeconòmica gaire gran a la societat calvianera, que es va continuar de caracteritzar per tenir una base econòmica agrícola, un estancament poblacional, una estructura de propietat latifundista i una gran incomunicació dels nuclis urbans amb Palma. El desinterès dels propietaris de rendibilitzar la producció, la manca d'innovacions en enginyeria agrícola i la concentració de la propietat en pocs individus (característic de la muntanya mallorquina) impedien una renovació dels sistemes de producció.

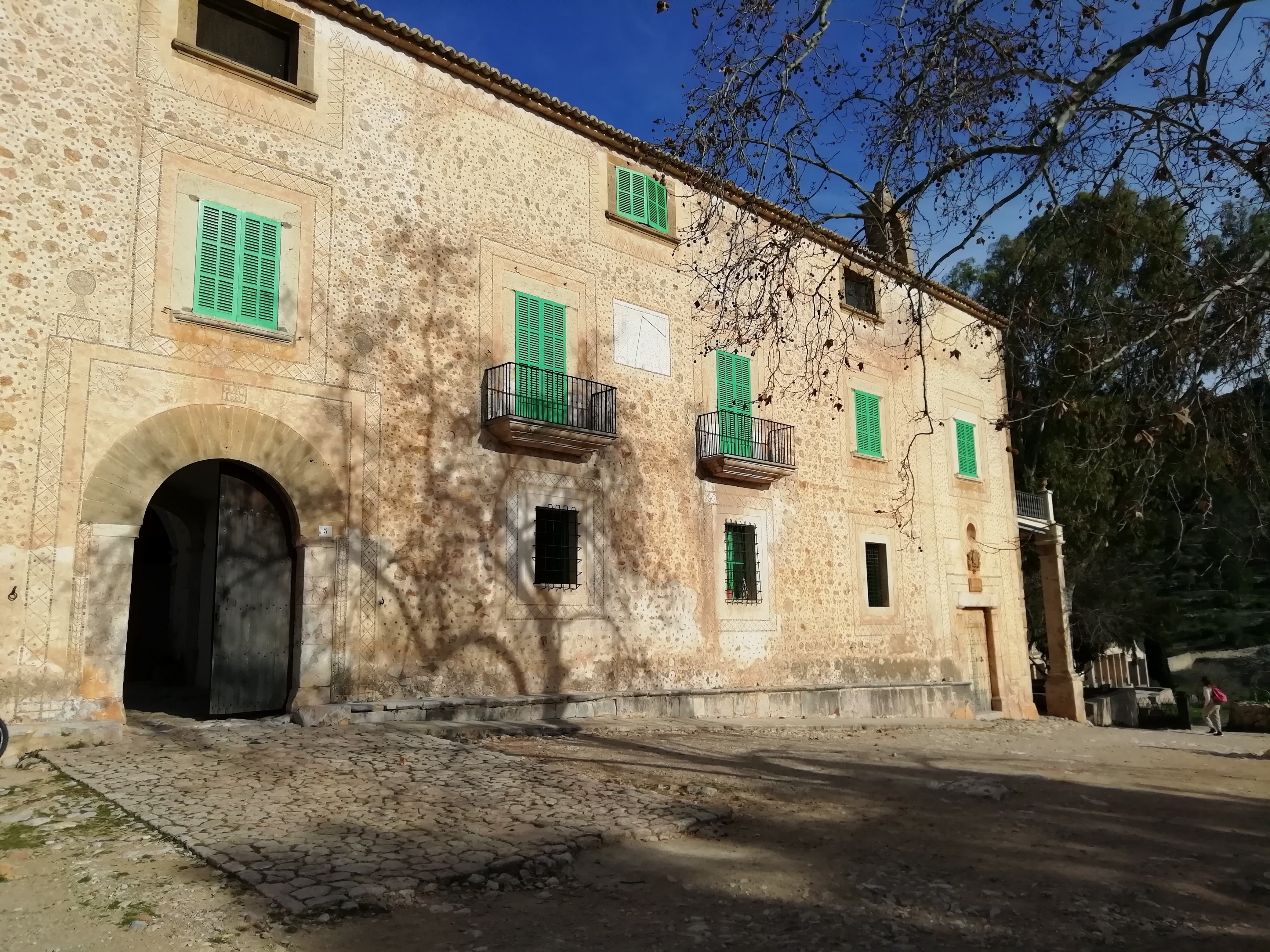
Possessió de Galatzó

La població es concentrava a la vila i al Capdellà, mentre que la població foravilera es concentrava a les grans possessions, els centres que organitzaven la vida de camp, o en disseminat. Les grans propietats eren Santa Ponça, Bendinat, Galatzó i Peguera (Calvià), que suposaven més d'un 60% de la superfície del terme i que el 1863 eren en mans de tres persones (el marquès de la Romana, el marquès de Bellpuig i Ignaci Fuster, propietari de Galatzó). La fragmentació dels grans latifundis mallorquins del segle xviii no s'esdevengué a Calvià, en contraposició a altres termes de Mallorca.
El litoral, en canvi, romania poc explotat atesa la presència dels grans aiguamolls de la Porrassa, Santa Ponça i Peguera, a més del perill dels pirates, i la població era mínima: la major part de les platges del terme eren part de salobrars, que fins al segle xix foren focus d'infeccions i paludisme i, per tant, despoblats. La costa de Calvià era sobretot zona de dependència clara de l'interior, i també com a indret de pas de la gran ciutat de Mallorca o de la vila d'Andratx, i la major part dels pobladors (amos de possessió, missatges, talaiers, roters, picapedrers, trencadors de marès…) generalment no eren del terme sinó d'altres indrets de Mallorca. Aquesta despersonalització i de dependència exterior ha marcat moltíssim l'esdevenidor d'un terme poc vertebrat i mantengut de manera forçada.
Respecte la comunicació, la carretera que unia Palma amb Andratx per Santa Ponça fou condicionada el 1863, però fins als anys 30 no estigué en condicions la connexió amb la vila de Calvià. La carretera entre el Capdellà i Calvià, en canvi, fou acabada el 1916. Els avenços mèdics de finals del segle xix feren descendir la mortalitat, cosa que comportà un augment de la població però, com que això no anà de la mà d'una millora de les tècniques de producció, no generà més feina i la gent hagué d'emigrar, un procés que s'allargà de final del xix fins als anys cinquanta del xx i fou general a Mallorca; els calvianers emigraren principalment a Cuba, Guatemala, Uruguai i Bons Aires.
Aquestes dificultats econòmiques afavoriren que apareguessin, ja el segle xix, les primeres manifestacions d'associacionisme obrer, manifestades en les primeres societats de socors mutus, que tenien per objectiu ajudar econòmicament els obrers i jornalers que estaven en situació precària, sense feina o malalts, sovint liderades per calvianers tornats d'Amèrica que havien patit situacions precàries. Aquestes societats es polititzaren i dins el segle xx sovint esdevengueren republicanes i d'esquerres, i donaren suport a les protestes dels treballadors com la vaga dels deu reals, una vaga de collidores d'olives que forçà els grans propietaris a acceptar un augment del salari de les collidores. Atesa la situació social del terme, Calvià destacà com un dels municipis de Mallorca on més pes tengué l'esquerra, cosa que portà a una gran repressió durant el franquisme. La depressió econòmica de la postguerra accentuà la pobresa, reforçà l'emigració i com a resposta prengué força l'estraperlo, força important a Calvià atesos els grans quilòmetres de costa verge.
Aquesta realitat començà a canviar al litoral els anys vint, quan un incipient turisme arribà al litoral calvianer, principalment a Peguera (Calvià), Magaluf, la zona de Son Caliu i les terres de la possessió de Bendinat, més pròximes a la ciutat. Després de la Guerra i la Postguerra, el desarrollismo portà el turisme de masses, que urbanitzà gairebé tot el litoral en poc més de vint anys, amb el qual arribà molta d'immigració espanyola, especialment de Jaén i de Múrcia, que treballà primer en la construcció i després en la indústria del turisme que tot just s'havia instal·lat i produí un canvi demogràfic molt gran i del tot sobtat, al qual contribuïren moltes de famílies mallorquines que es mudaren al litoral calvianer cercant un model de vida diferent, fins llavors impossible per qüestions de mobilitat. Més tard, també s'han establerts a Calvià molts de ciutadans europeus, fet afavorit pel renom turístic del municipi.
Aquesta realitat contrasta amb l'extens territori interior del terme de Calvià, que s'ha mantengut principalment agrícola, per bé que és una realitat minoritària i en retrocés.

## Patrimoni arquitectònic i cultural

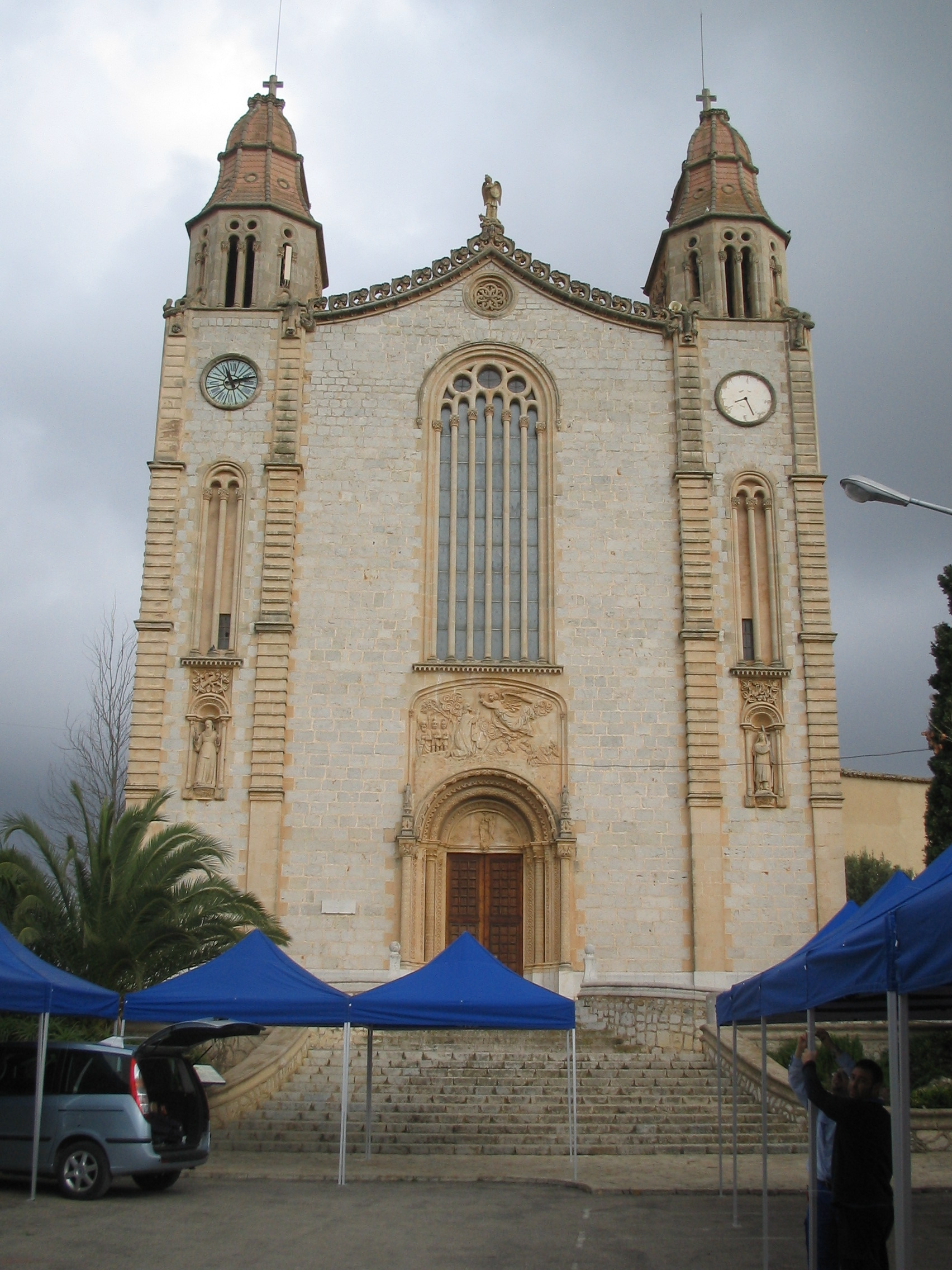
Església de Calvià
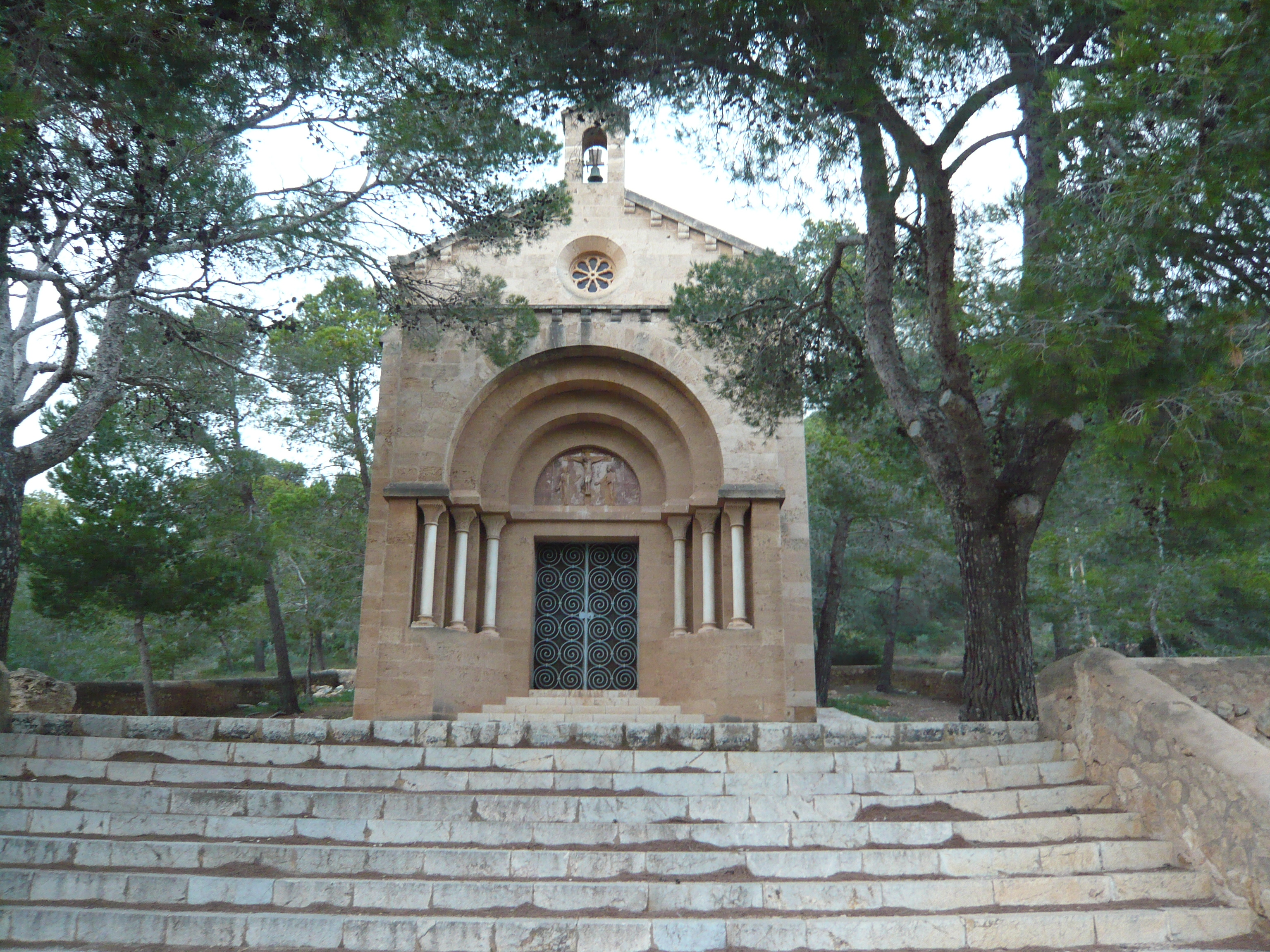
Capella de la Pedra Sagrada
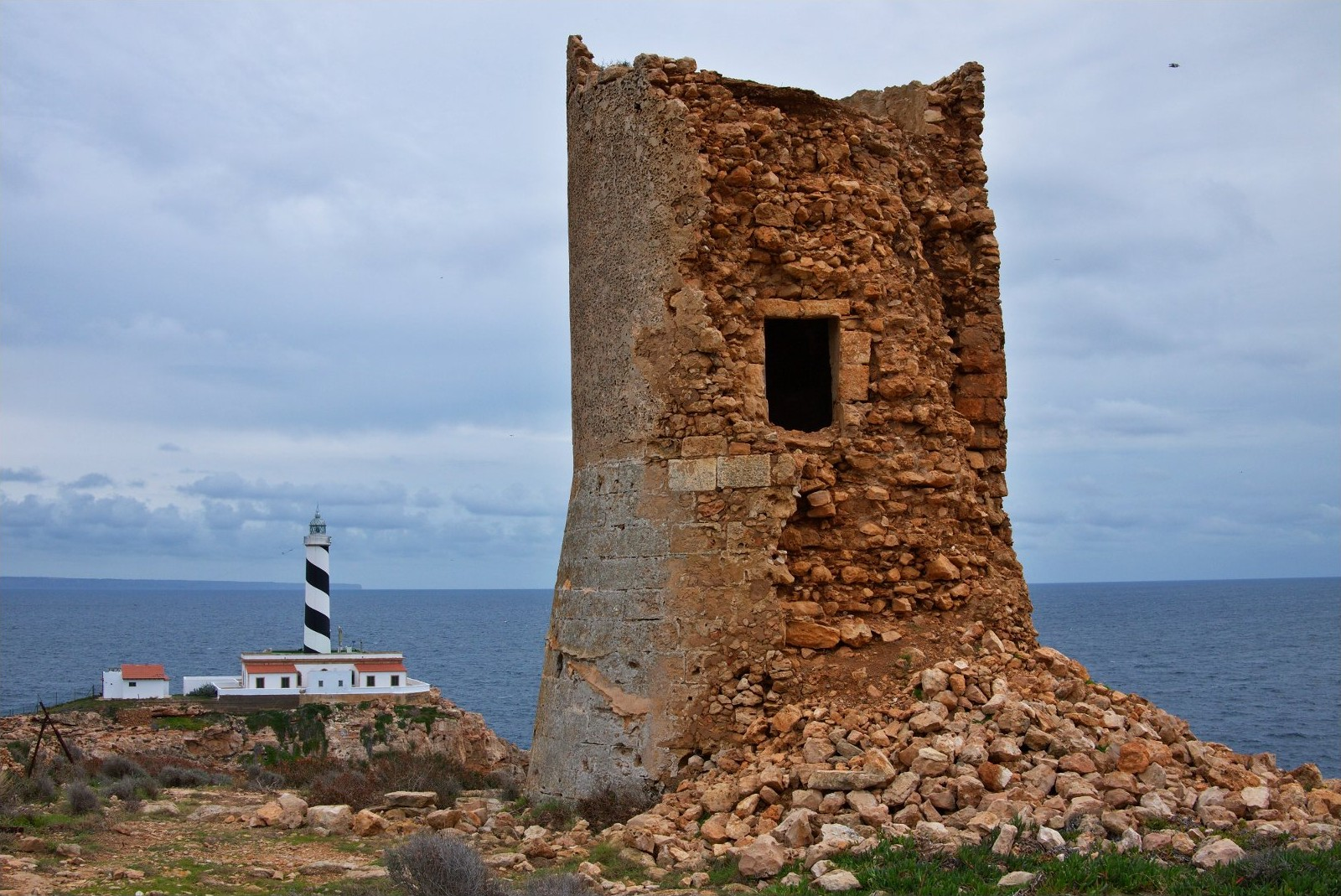
Torre de Cala Figuera
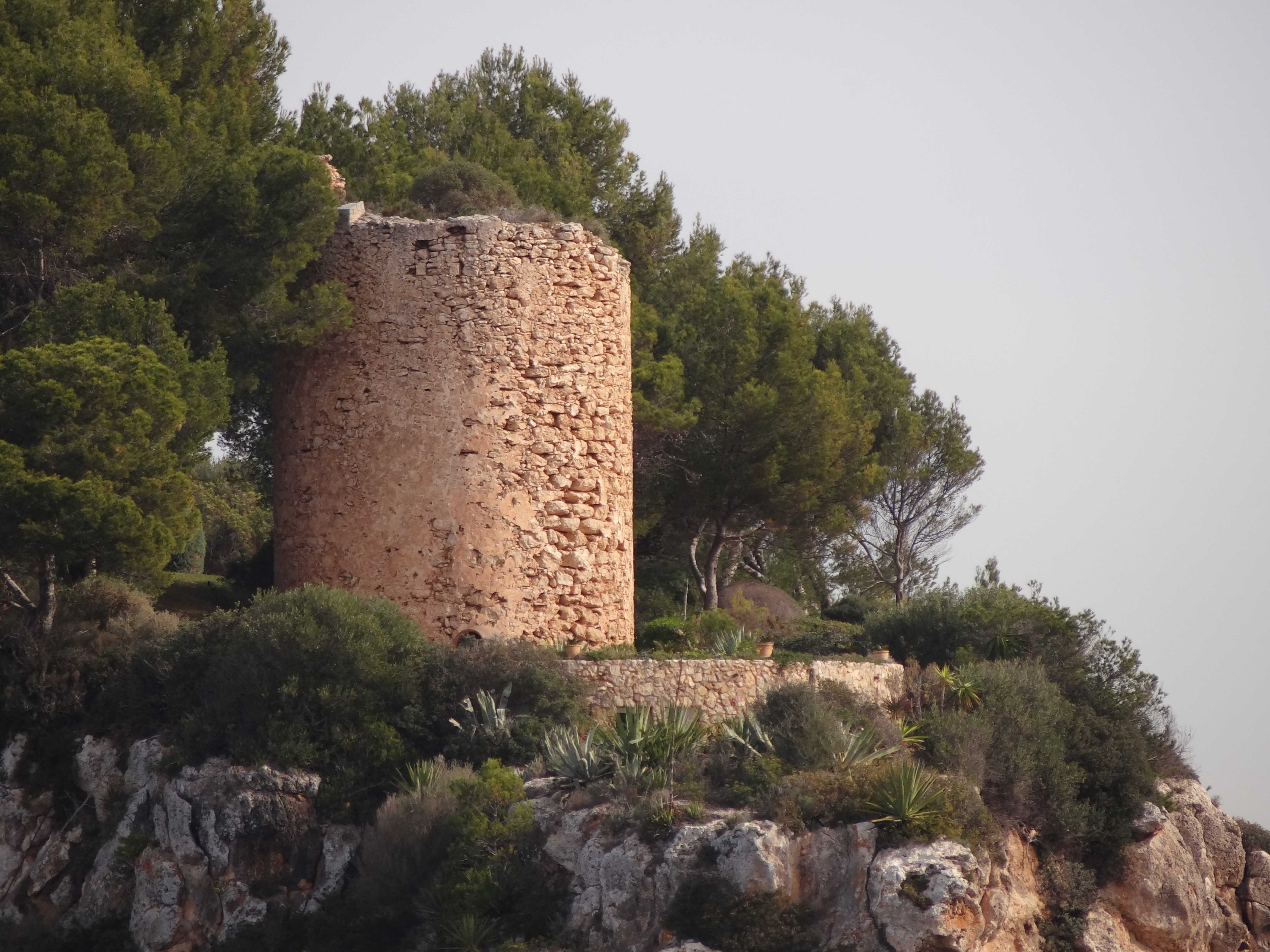
Torre de Portals Vells
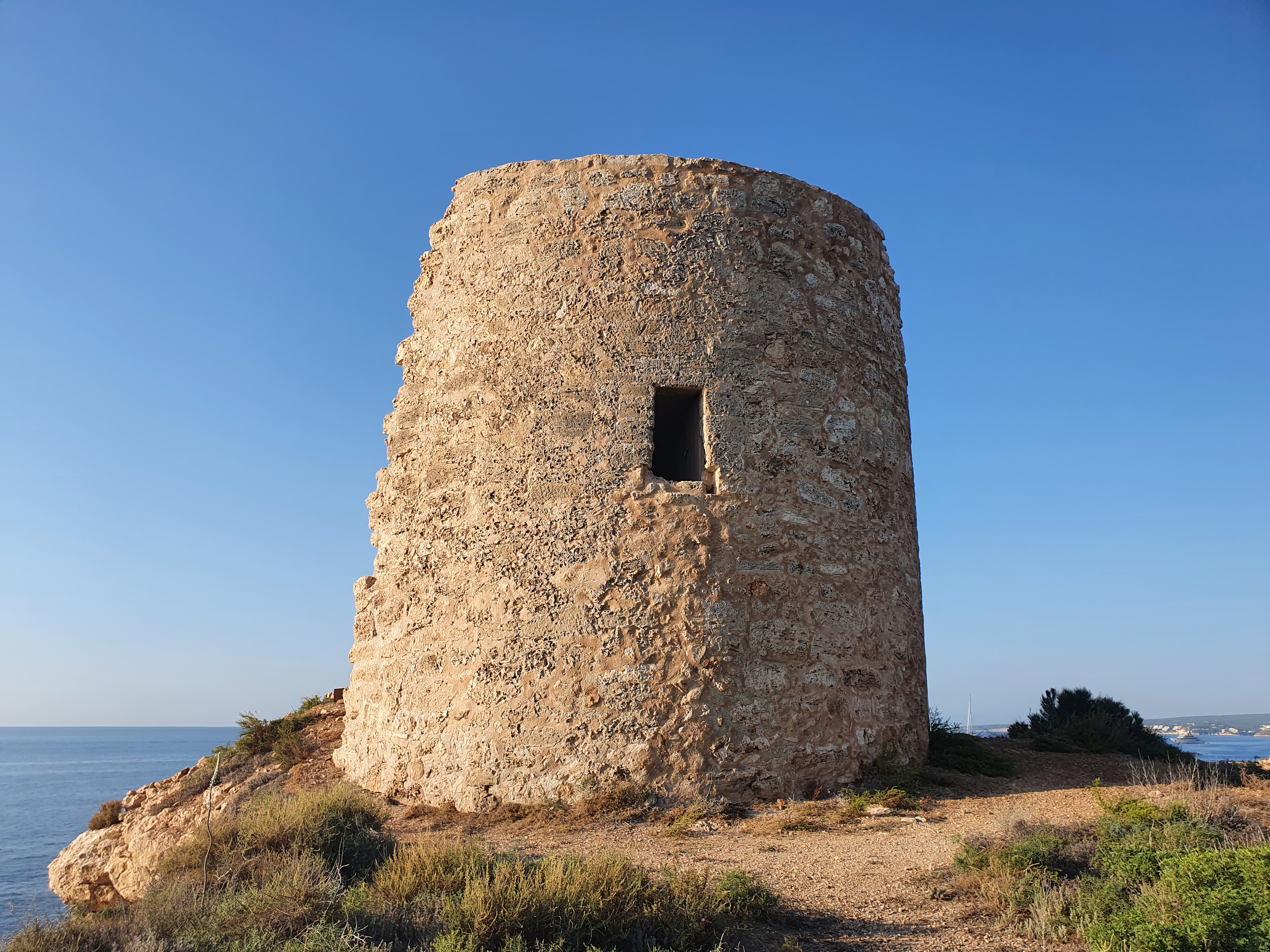
Torre d'Illetes

### Arquitectura religiosa
Entre els edificis religiosos destaca la parròquia de Sant Joan Baptista, a la vila de Calvià. Es tracta d'una església de línies neogòtiques, construïda a finals del segle xix sobre un temple anterior del segle xiii, i caracteritzada per la seva façana esculpida i l'interior d'una sola nau amb capelles laterals.
Altres temples d'interès són l'Oratori de Portals Vells, del segle xvii, situat prop de les coves del mateix nom i envoltat de bosc mediterrani, i les esglésies modernes dels nuclis turístics, com la de Santa Ponça, Palmanova o Son Ferrer, que responen a l'expansió urbanística posterior.
També cal mencionar petites capelles rurals i santuaris populars, com la Capella de la Pedra Sagrada (Santa Ponça), vinculada al desembarcament de Jaume I.

### Patrimoni civil
El patrimoni civil es concentra sobretot en les antigues possessions que estructuraren el territori des de la Conquesta. Les més notables són Galatzó, una extensa finca avui de titularitat pública i oberta a l'ús recreatiu i educatiu, i Son Vic Vell, amb restes arquitectòniques que reflecteixen el sistema de producció agrícola mallorquí.
Altres testimonis destacats són els graners del delme, construccions medievals (segles xiii–xiv) que servien per emmagatzemar la part de la collita destinada al clergat. Als voltants es conserven també molins fariners i d'oli, que formaven part del sistema d'aprofitament hídric i agrícola tradicional.

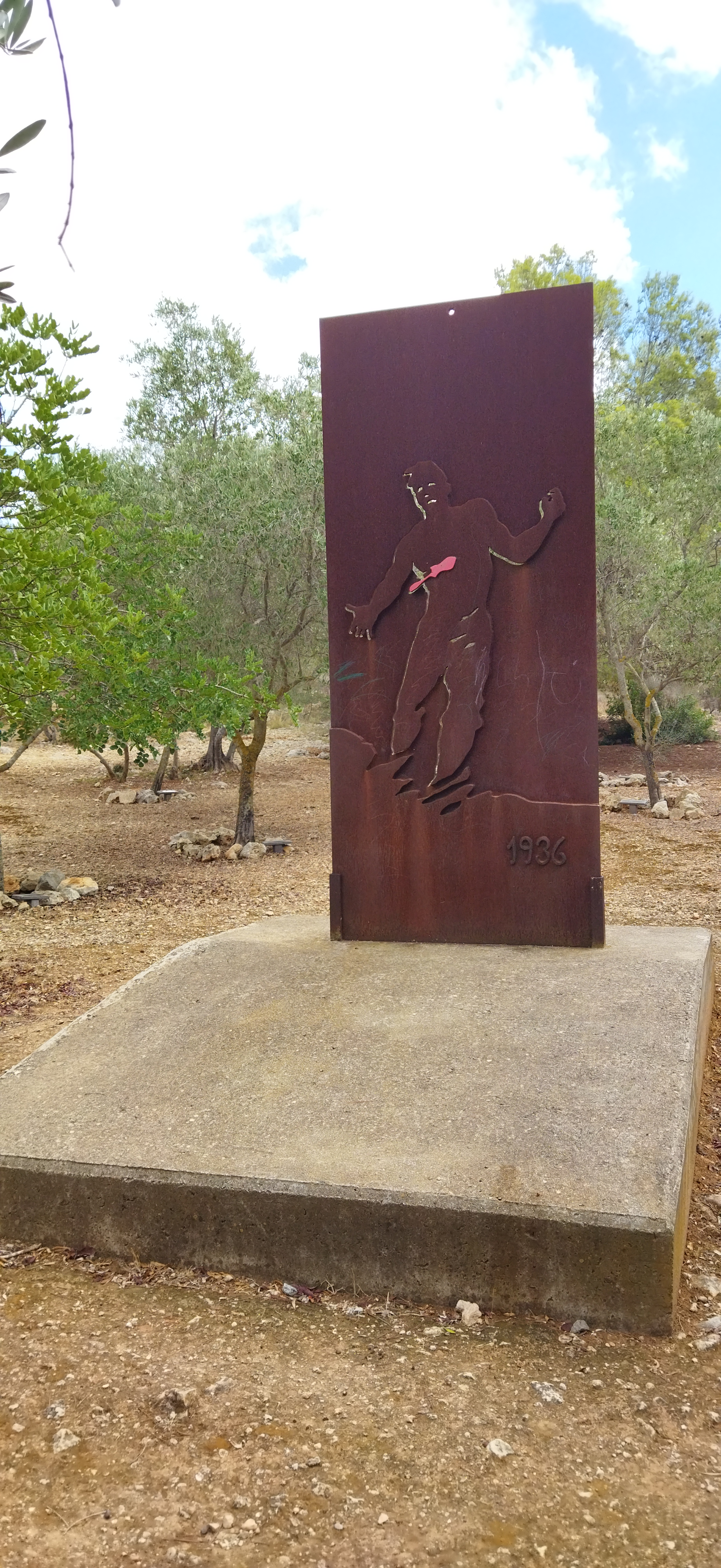
Bosc de la Memòria

El Bosc de la Memòria, situat a la zona de Bendinat, és un espai de record creat a petició dels familiars de persones represaliades durant la Guerra Civil, executades a Illetes i enterrades en fosses comunes. Va ser inaugurat l'abril de 2003 com a homenatge públic. Cada arbre del recinte està acompanyat d'una placa metàl·lica amb el nom i llinatges d'una víctima. Al centre del recinte destaca una escultura anomenada Mural d'en Frau.
Al cim de la mola de l'Esclop es conserven les ruïnes de la Caseta de n'Aragó. En aquest indret, l'any 1808, el científic francès Francesc Aragó hi va realitzar mesures del meridià entre Barcelona i les Illes Balears, amb l'objectiu de contribuir a l'establiment del nou sistema mètric decimal.
El litoral de Calvià conserva un conjunt important de torres de guaita i de defensa costanera erigides entre els segles XVI i XVIII com a resposta als atacs de pirates. Destaquen la Torre de sa Porrassa, propera a Son Ferrer, i la Torre del Cap Andritxol, a prop de Peguera. Altres torres com la de Cala Figuera o Portals Vells formaren part d'un sistema d'alerta costaner, avui catalogades com a Béns d'Interès Cultural (BIC).
Aquestes torres, de planta circular o quadrada, estaven comunicades visualment i servien per avisar de l’arribada de vaixells enemics. Algunes es troben en bon estat i són visitables o visibles mitjançant rutes de senderisme costaner.

### Patrimoni arqueològic
L'activitat humana a Calvià es remunta a la prehistòria. El Parc Arqueològic del Puig de sa Morisca, a Santa Ponça, és el conjunt més important del municipi. Inclou restes de la cultura talaiòtica (segles ix–ii aC) com habitatges, talaiots, murs i espais cerimonials. També s'hi han identificat estructures d'època islàmica del període almohade.
Altres jaciments destacables són el túmul escalonat de Son Ferrer, sepulcre monumental de l'edat del bronze, i la naveta d'Alemany, una construcció funerària prehistòrica parcialment reconstruïda. També cal mencionar restes de pedreres prehistòriques i romanes, coves funeràries, ceràmica i altres materials que s'han localitzat en diversos indrets del terme.

## Economia

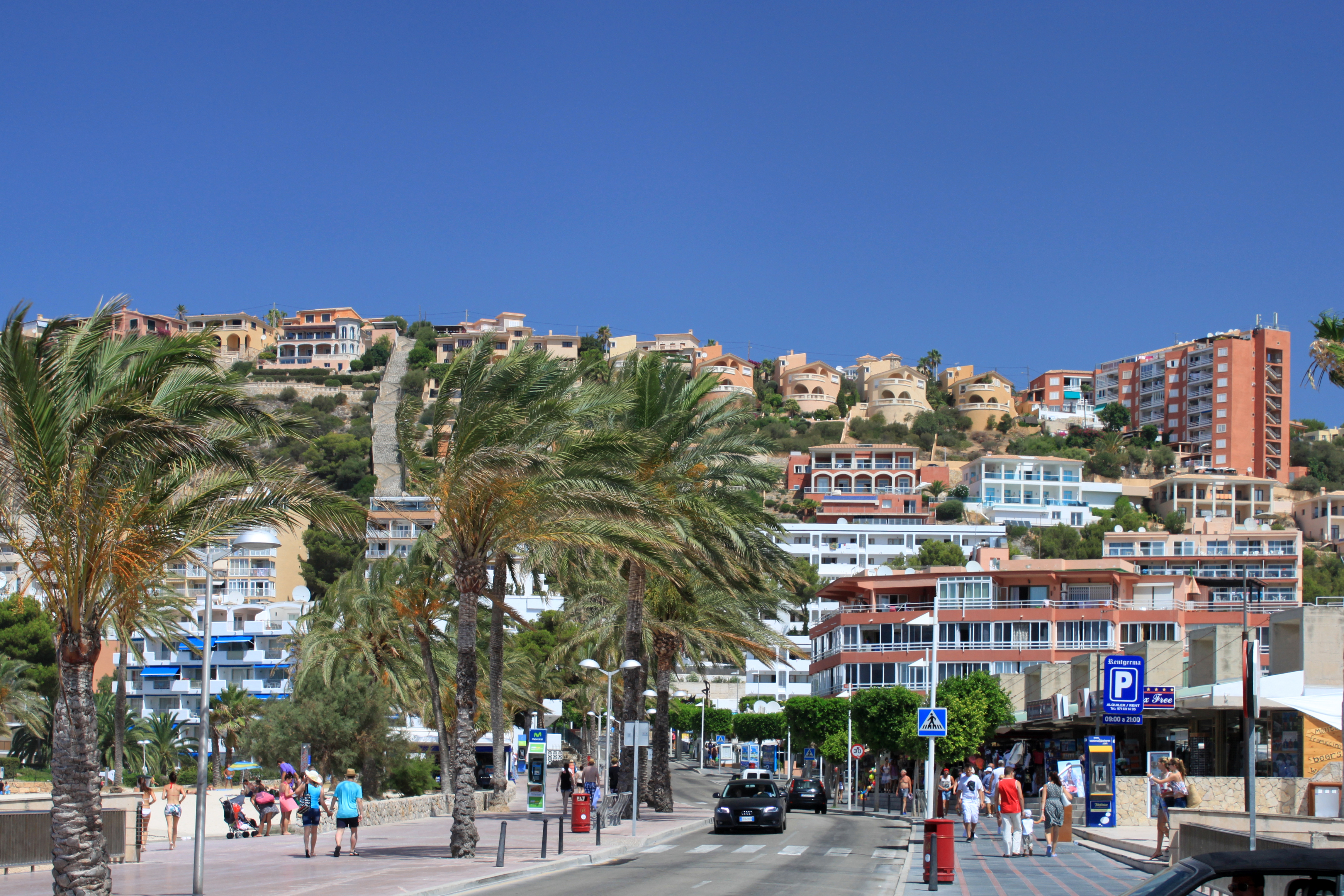
Santa Ponça

L'economia de Calvià està fortament orientada al sector serveis, amb una dependència destacada del turisme. Tot i que històricament l'agricultura de secà i la ramaderia eren activitats predominants, actualment aquests sectors tenen un pes molt menor. Antigues possessions com Galatzó eren conegudes per la producció d'oli, però amb l'expansió turística durant la segona meitat del segle xx, aquesta base agrària va decaure significativament.
El turisme és el motor principal de l'economia local. El municipi compta amb nombrosos hotels i zones turístiques molt concorregudes, com Palmanova-Magaluf, Santa Ponça, Peguera i Bendinat. S'hi celebren esdeveniments esportius internacionals, com triatlons, i el port esportiu de Portals Nous ofereix serveis a embarcacions d'esbarjo. Recentment, l'Ajuntament impulsa una transformació cap a un turisme de qualitat i de luxe, amb inversions en la millora d'infraestructures i la promoció de mercats emissors de mitjana i alta renda.
En menor mesura, hi ha activitat en el comerç i la construcció, principalment vinculada a serveis auxiliars del turisme, restauració i comerços. L'activitat industrial és gairebé inexistent, limitada a obres públiques i algunes indústries lleugeres relacionades amb la construcció i materials de construcció. Fins fa dècades, existien cimenteres a l'interior del municipi.

### Equipaments i activitats complementàries
A més de les activitats turístiques tradicionals, Calvià acull altres equipaments que contribueixen a la seva economia:
- Marineland Mallorca: Situat a Costa d'en Blanes, és l'únic delfinari de l'illa i combina entreteniment amb educació ambiental. Ofereix espectacles de dofins, lleons marins i aus exòtiques, així com aquaris, una casa tropical i zones de jocs per a infants.
- IB3 Televisió: Els estudis centrals de la radiotelevisió pública de les Illes Balears es troben al polígon industrial de Son Bugadelles, a Calvià. Aquest centre de producció audiovisual genera ocupació i activitat econòmica, i és un punt de referència en la difusió de continguts culturals i informatius en català.

## Política i govern

### Composició de la Corporació Municipal
| Eleccions municipals de 26 de maig de 2019 - Calvià                               |                                        |                                     |                                     |         |           |          |
| Candidatura                                                                       | Candidatura                            | Candidatura                         | Cap de llista                       | Vots    | Vots      | Regidors |
|                                                                                   | Partit Socialista de les Illes Balears |                                     | Alfonso Rodríguez Badal             | 6612    | 38,03%    | 12       |
|                                                                                   | Partit Popular                         |                                     | Juan Antonio Amengual Guasp         | 4932    | 28,37%    | 8        |
|                                                                                   | Vox                                    |                                     | Maria Esperanza Català Ribó         | 2859    | 16,45%    | 5        |
|                                                                                   | Més Esquerra de Calvià                 |                                     | Rafel Sedano Porcel                 | 707     | 4,07%     | 0        |
|                                                                                   | Unides Podem                           |                                     | Margalida Plomer Fornés             | 617     | 3,55%     | 0        |
|                                                                                   | Alianza por Calvià                     |                                     | María Luisa Jiménez Servera         | 562     | 3,23%     | 0        |
|                                                                                   | El Pi-Proposta per les Illes Balears   |                                     | Rafel Llompart Mas                  | 361     | 2,08%     | 0        |
|                                                                                   | Partido vecinal de Calvià              |                                     | Joan Ferrer Fiol                    | 360     | 2,07%     | 0        |
|                                                                                   | Ciutadans - Partit de la Ciutadania    |                                     | Juan José Barzola Casala            | 149     | 0,86%     | 0        |
|                                                                                   | Vots en blanc                          |                                     |                                     | 225     | 1,29%     |          |
| Total vots vàlids i regidors                                                      | Total vots vàlids i regidors           | Total vots vàlids i regidors        | Total vots vàlids i regidors        | 17 384  | 100 %     | 25       |
|                                                                                   | Vots nuls                              | Vots nuls                           | Vots nuls                           | 155     | 0,88%     |          |
| Participació (vots vàlids més nuls)                                               | Participació (vots vàlids més nuls)    | Participació (vots vàlids més nuls) | Participació (vots vàlids més nuls) | 17 539  | 55,59%**  |          |
| Abstenció                                                                         | Abstenció                              | Abstenció                           | Abstenció                           | 16 110* | 49,42 %** |          |
| Total cens electoral                                                              | Total cens electoral                   | Total cens electoral                | Total cens electoral                | 14 010* | 100 %**   |          |
| Batle: Juan Antonio Amengual Guasp, després de pacte PP-Vox                       |                                        |                                     |                                     |         |           |          |
| Fonts: (* No són vots sinó electors. ** Percentatge respecte del cens electoral.) |                                        |                                     |                                     |         |           |          |

### Batles
| Període     | Batle o batlessa            | Partit polític   | Data de possessió | Observacions |
| ----------- | --------------------------- | ---------------- | ----------------- | ------------ |
| 1979–1983   | Francesc Font Quetglas      | Independent      | 19/04/1979        | --           |
| 1983–1987   | Francesc Obrador Moratinos  | Logotip del PSIB | 28/05/1983        | --           |
| 1987–1991   | Francesc Obrador Moratinos  | Logotip del PSIB | 30/06/1987        | --           |
| 1991–1995   | Margarita Nájera Aranzábal  | Logotip del PSIB | 15/06/1991        | --           |
| 1995–1999   | Margarita Nájera Aranzábal  | Logotip del PSIB | 17/06/1995        | --           |
| 1999–2003   | Margarita Nájera Aranzábal  | Logotip del PSIB | 03/07/1999        | --           |
| 2003–2007   | Carlos Delgado Truyols      | Logotip del PP   | 14/06/2003        | --           |
| 2007–2011   | Carlos Delgado Truyols      | Logotip del PP   | 16/06/2007        | --           |
| 2011–2015   | Manuel Onieva Santacreu     | Logotip del PP   | 11/06/2011        | --           |
| 2015–2019   | Alfonso Rodríguez Badal     | Logotip del PSIB | 13/06/2015        | --           |
| 2019-2023   | Alfonso Rodríguez Badal     | Logotip del PSIB | 15/06/2019        | --           |
| Des de 2023 | Juan Antonio Amengual Guasp | Logotip del PP   | 17/06/2023        | --           |

### Cas Calvià
El Cas Calvià fou un intent de suborn ocorregut el 27 de gener de 1992, quan dirigents del PP balear oferiren 100 milions de pessetes al regidor socialista José Miguel Campos perquè donàs suport a una moció de censura contra la batlessa Margarita Nájera. Campos denuncià els fets amb enregistraments que provaven l'oferta.
La sentència de 1993 condemnà als membres del PP Andreu Bordoy i Miquel Deyà; juntament amb l'empresari Guillem Ginard. Altres implicats com Eduard Vellibre, Francesc Gilet i Gabriel Cañellas declararen però foren exculpats. El cas es reobrí el 1996, però fou arxivat el 1999 per prescripció. És considerat un cas emblemàtic de corrupció política a nivell municipal a les Illes Balears.

## Esports
L'equip històric de Calvià és el CE Calvià, fundat l'any 1952, que juga de titular al camp municipal des Mofarès, situat a ponent de la vila, i du samarreta blava i calçons blancs. La seva millor etapa històrica són els anys que va jugar a Tercera a la dècada dels vuitanta, justament quan l'equip va canviar el nom a CE Costa de Calvià, en un assaig per a representar totes les poblacions costaneres del municipi, urbanitzades feia poc.
El 1990 es produí l'aparició del CF Platges de Calvià, fruit de la fusió de tres equips de Magaluf, Peguera (Calvià) i Santa Ponça. El nou club, que representava millor les noves localitats turístiques costaneres, va substituir —en resultats i en identificació— el Costa de Calvià: mentre que el Platges s'ha mantengut a l'elit del futbol mallorquí —a Tercera i a Preferent—, el CE Calvià, que va recuperar l'antic nom els anys noranta, no ha tornat a Tercera dels anys noranta ençà.